# Paul Nicholas Lekuraa
Paul Nicholas Lekuraa (* 1972) ist ein kenianischer Langstreckenläufer, der sich auf Straßenläufe spezialisiert hat.
2003 gewann er den Halbmarathon von Marcq-en-Barœul in 1:02:33 h, und 2004 wurde er Fünfter beim Halbmarathon Le Lion in 1:03:09 und Achter beim Reims-Marathon in 2:18:59 h. Er kehrte jedoch enttäuscht in seine Heimat zurück, weil er sich von seinen Managern um seine Preisgelder betrogen fühlte.
Erst 2008 nahm er erneut seine Karriere wieder auf, nachdem er von Paul Tergat in dessen Trainingslager bei Ngong eingeladen worden war. Tergat stellte den Kontakt zum Manager Zane Branson her, und so wurde Lekuraa für den Athen-Marathon nachgemeldet. Obwohl er wegen Visum-Schwierigkeiten erst am Tag vor dem Lauf eintraf, neue Laufschuhe besorgen musste, weil seine alten fünf Jahre alt und an den Seiten aufgerissen waren, und mit einer Migräne ins Rennen ging, blieb er mit 2:12:42 fast zwei Minuten unter dem alten Streckenrekord und setzte sich in einer Spurtentscheidung gegen seinen zeitgleich gewerteten Landsmann Julius Seureu Kiprotich durch.
2009 wurde er Achter beim Prag-Marathon. 
Paul Nicholas Lekuraa gehört zur Ethnie der Samburu, ist verheiratet und Vater von vier Kindern. Wegen der Namensähnlichkeit wird er häufig mit seinem 1983 geborenen Landsmann Paul Lokira verwechselt, der Mitte der 2000er Jahre bei italienischen Straßenläufen erfolgreich war.